# 植村光雄
植村 光雄（うえむら みつお、1914年1月1日- 2006年1月24日 ）は、日本の経営者。住友商事社長、会長を務めた。

## 来歴・人物
兵庫県出身。旧制姫路中学、旧制姫路高等学校文科乙類を経て、1936年京都帝国大学法学部を卒業。住友合資入社、住友商事に転じ、1961年5月に取締役に就任。常務、専務を経て、1971年11月に副社長に就任し、1977年6月に社長に昇格し、1983年6月に会長に就任し、1987年6月から相談役を務めた。。
1978年11月に藍綬褒章を受章し、1984年6月には貿易功労者に選ばれ、1989年11月に勲二等旭日重光章を受章した。
2006年1月21日、肺炎のために死去。92歳没。